# Вилькен, Христиан Иванович
Христиан (Христиан Фабиан Альберт) Иванович Вилькен (1786 — 4 августа 1849) — русский военный деятель, генерал-лейтенант.

## Биография
Родился в январе 1786 года.
Дата вступления в военную службу неизвестна.
Был командиром Дворянского полка, членом Совета о Военно-учебных заведениях (с 1834 года).
Начальник Константиновского артиллерийского училища в 1832—1834 годах.
Умер 4 августа 1849 года.

### Семья
Его внуки:
- Михаил Иванович фон Вилькен (1849—1913) — техник-архитектор, автор проектов нескольких доходных домов в Санкт-Петербурге;
- Мария Ивановна фон Вилькен (1847—1908) — автор мемуаров о поэте Н. А. Некрасове[2]; была замужем за Я. А. Ушаковым (1840—1913), членом Государственного совета[3].

## Награды
- Награждён орденом Св. Георгия 4-й степени (№ 4193;25 декабря 1828).
- Также награждён орденами Св. Владимира 3-й степени и Св. Анны 2-й степени[4].